# Laura Meriluoto
Laura Meriluoto (nascida em 1985) é uma política finlandesa que serve no Parlamento da Finlândia desde 2023 pela Aliança de Esquerda, em representação do distrito eleitoral de Savo-Karelia.